# ベンハミン・ドミンゲス
ベンハミン・ドミンゲス（Benjamín Domínguez , 2003年9月19日 - ）は、アルゼンチン・ブエノスアイレス州ラプラタ出身のサッカー選手。セリエA・ボローニャFC所属。ポジションは FW。

## クラブ経歴

### ヒムナシア・ラプラタ
2021年にヒムナシア・ラプラタのトップチームに昇格。11月23日のCAタジェレス戦の試合終了間際に起用され、プロデビュー。翌2022年シーズンより出場機会が増え、2024年シーズンは途中まで自己最高の6ゴールを決めた。

### ボローニャFC
2024年8月28日、ボローニャFCと5年契約を結んだ。